# Romay
Romay[cita requerida] (oficialmente San Xián de Romai) es una parroquia española del municipio de Portas, perteneciente a la provincia de Pontevedra, en la comunidad autónoma de Galicia.

## Toponimia
El lugar puede aparecer referido como «Romay», «Romai», «San Xián de Romai», «San Xulián de Romay» y «San Julián de Romay».

## Historia
Hacia mediados del siglo XIX, el lugar, ya por entonces perteneciente a Portas, tenía contabilizada una población de 483 habitantes. Aparece descrito en el decimotercer volumen del Diccionario geográfico-estadístico-histórico de España y sus posesiones de Ultramar de Pascual Madoz con las siguientes palabras:

ROMAY (San Julian): felig. en la prov. de Pontevedra (3 leg.), part. jud. de Caldas de Reyes (1), dióc. de Santiago (7 1/2), ayunt. de Portas (1/4). sit. en el valle de Salnes é izq. del r. Umia, con libre ventilacion, clima templado y sano. Tiene unas 150 casas en los l. de Cobelo, Costa, Curras, Freiro, Jujobe, Morigan, Pazo, Quintans, Romay-vello y Vilavedra. La igl. parr. (San Julian está servida por un cura de entrada y patronato lego. Confina con las parr. de Lantaño, Baliñas y Paradela. El terreno es de buena calidad, nace en él un arroyo que va con otros á desaguar en el r. Umia. prod.: maiz, trigo, centeno, cebada, patatas, algunas castañas y vino; se cria ganado vacuno, de cerda y lanar; caza de conejos, perdices y liebres. ind.: la agricultura y molinos harineros. pobl.: 151 vec., 483 alm. contr.: con su ayunt. (V.).
(Madoz, 1849, p. 552)

En 2022, tenía empadronados 914 habitantes.